# KK Stars Kotor
Košarkaški klub Stars je košarkaški klub iz Kotora, Crna Gora. Osnovao ga je 2000. godine proslavljeni crnogorski košarkaš i povremeni jugoslavenski reprezentativac Ivo Petović.